# أفضل التقنيات المتاحة
أفضل التقنيات المتاحة: لاسيما أن التقنيات الناشئة المتاحة والتي تكون في أفضل معاييرها، هي التي تُعتمد من قبل المنظمين وذلك لتلبية جميع المعايير لعملية ما.وبِلُغة أخرى جميع النتائج المطلوبة، مثالاً عليها عملية الحد من التلوث.
لتصبح التقنية في أفضل صورها يجب أن يكون الهدف منها الممارسة المستمرة، التي تؤدي إلى تطوير القيم البيئية والمجتمعية وذلك بتحقيق أفضل النتائج عملياً وأكثرها إتاحة، وللوصول إلى الهدف المطلوب من تلك التقنيات سنقوم بربط مفهومها الحرفي ”عدم تواجد المال “ أي أنه يمكن الحصول على التقنية المطلوبة بغض النظر عن التكاليف والتركيز على الفوائد. ، بالجانب العملي دائما يضع التكلفة في عين الاعتبار.
إضافةً إلى المناقشات التي تدور حول إنتاجية واستمرارية تلك التقنيات وما هي العوائد التي سنحصل عليها، وهل ستؤدي هذه التقنيات إلى صياغة مسائل سياسية بيئية جديدة أم لا؟ وذلك تبعاً لعملها التي يتطلب تحقيق أفضل المعايير المتطلبة.

## تاريخها
لقد استخدمت أول عملية تقنية متاحة في الولايات المتحدة وذلك في القانون الخامس لمصايد السلمون التي وُقِع عام 1861،
إضافةً إلى استخدامها في تعديل قانون العقوبات عام 1874 ، ما يسبقها استخدام تلك التقنية للحصول على أفضل الوسائل العملية في قانون ليدز لعام 1848.
وقد تم التعديل على هذه التقنيات لتصبح أكثر فعالية، من خلال إدخال بعضها الآخر التي لا تندرج أسفل التكاليف الباهظة لمقارنة مدى انتاجيتها بالتي هي أكثر ثمناً.
وقد تم أستخدام مصطلح” بات “ كإختصاراً لهذه التقنية، في إتفاقية تنص على حماية البيئية البحرية لشمال-شرق المحيط الأطلسي من المنشآت الصناعية المضرة، وأطلق على هذه التقنية اسم أوسبرار، المنعقدة عام 1992. ليصبح فيما ذلك قانونا عرفياً يستخدم في قانون الهواء والمياه النظيفة الذي سوف نتكلم عنه لاحقاً..

## التوجيهات المصدرة من قبل الاتحاد الأوروبي
تم استبدال التوجيه الذي مر عليه العديد من السنوات المندرج أسفل مصطلح ”بات“ المُطبق على انبعاثات الهواء الملوثة من قبل لمنشآت الصناعية في عام 1996، بتوجيه أحدث يمنع التلوث ويكافحه، الذي يتحكم بمقدار التلوث في الوسائط المهمة الثالث وهي الماء/الهواء والتربة.
ثم تمت إعادة هيكلة هذه التقنية باستخدام توجيه أخر يضم الحد من الإنبعاثات الصناعية في عام 2010. ليتم بعد ذلك وصف تلك التقنيات بأفضلها إتاحة لقطاع الصناعة المندرجة أسفل مصطلح ”بي أر إي إف“ وهي أفضل المستندات المرجعية للتقنيات المتاحة، وتعد هذه التسمية خلفية للمعلومات المتبادلة بين دول الاتحاد الأوروبي والصناعات الغير مشروعة، وذلك لتعزيز حماية البيئة.
ليأتي الدور إلى مكافحة التلوث، وهي إحدى التوجيهات التي حث عليها الاتحاد الأوروبي، لينص على أنه في مرحلة أكثر فعالية واستجابة في تطوير الانشطة المطلوبة وطريقة عملها، والتي تشير إلى الحد من الغازات المنبعثة مركزة على تأثيرها السلبي للبيئة:
حين أن كلمة ”تقنية“ تشمل طريقة استخدام التقانة وكيفية صناعتها وصيانتها وبناءها
وكلمة ”متاح“ لتدل على إنها مطورة بشكل يسمع بتنفيذها وسط حيز هائل في القطاع الصناعي تحت جميع الظروف الإقتصادية والتقنية.
وكلمة ”أفضل“ لتشير بأنها أكثر فعالية في تحقيق الحماية على المستوى البيئي.
واستخدمت تلك التوجيهات في الصناعات الغذائية والمشروبات إضافةً إلى الحليب ومشتقاته في الإتحاد الأوروبي.

## القانون البيئي للولايات المتحدة الأمريكية
حث القانون الأمريكيّ إلى إجراء تعديلات في التوجيهات التالية:
أولاً: قانون الهواء النظيف: وذلك للحد من الانبعاثات للوصول إلى أقصى درجة تلوث باستخدام تقنيات للحد من تلك الانبعاثات وهي أكثر تطوراً، مع مراعاة جميع الجوانب التي تشمل الطاقة/التأثيرات البيئية والإقتصادية وغير ذلك، إضافةً إلى ضم تنظيف الوقود ومعالجة الوقود المحترق تحت هذا القانون بغرض السيطرة على التلوث
ثانياً: قانون المياه النظيفة : والتي تتطلب إصدار لوائح وطنية لتصريف مياه الصرف الصناعي، والقيود السائلة وغيرها من النفايات السائلة وذلك للحد من الأثر البيئي غير المائي بما فيه متطلبات الطاقة.
إضافةً إلى تطوير معايير النفايات السائلة للحد من السوائل الرقمية الصناعية عند نقطة التصريف. وصب الإهتمام حول موقع وتصميم وبناء تلك المعايير لتصبح بأفضل شكل وأفضل التقنيات المتاحة.

## الإتفاقات الدولية
استخدم مصطلح ”بات“ في العديد من الإتفاقيات الدولية مثال عليها:
إتفاقية ميناماتا بشأن الزئبق، وإتفاقية أوسبار لحماية البيئة البحرية لشمال -شرق المحيط الأطلسي وكذلك في إتفاقية ستوكهولم بشأن الملوثات العضوية الثابتة.

## روابط أخرى
- BAT reference documents and BAT conclusions of the European Union